# Benediktinski samostan sv. Luce u Šibeniku
Benediktinski samostan sv. Luce je rimokatolički ženski samostan u Šibeniku.
Osnovali su ga Nikola Ručić i Nikola Buronja 1639. godine, a pojedini arhitektonski elementi samostanskog sklopa datiraju iz perioda romanike (12. stoljeće). Posvećen je svetoj Luciji. Ovaj samostan je iznimne zasluge za razvitak školstva u Šibeniku. Ovo je drugi benediktinski samostan u Šibeniku, pored onog uz crkvu sv. Spasa iz 12. stoljeća.
Sadrži atrij, središnju dvoranu, knjižnicu i ostale prostorije.
Kroz povijest bio je često nadograđivan i pregrađivan. U 21. je stoljeću obnovljen, a pri tome pronađen je romanički portal, stara romanička žbuka, oslikane grede iz 16. st. i mala kuhinja.
Sestre benediktinke iz ovog samostana godinama rade na čuvanju i obnovi baštinjenog kulturno-umjetničkog naslijeđa. U lipnju 2008. redovnice ovog samostana otvorile su stalni izložbeni postav samostanske zbirke. U njoj su sakralni predmeti za liturgijsku uporabu, razne slike i skulpture, umjetnička djela te stara rukopisna građa iz 17. stoljeća.